# Сеноньер, Симона
Симо́на Сено́ньер (итал. Simona Senoner; 13 июня 1993, Больцано, Южная Тироль, Италия — 7 января 2011, Фрайбург, Баден-Вюртемберг, Германия) — итальянская лыжная гонщица и прыгунья с трамплина.
Умерла от менингита 7 января 2011 года, находясь на соревнованиях в Фрайбурге. После смерти Симоны все спортсмены на соревнованиях носили нарукавные чёрные повязки в память об умершей.